# 硫酸镥
硫酸镥是一种无机化合物，化学式为Lu2(SO4)3。

## 制备及性质
用硫酸溶解氧化镥，可以得到硫酸镥。它和氢氧化钠反应，生成氢氧化镥。